# Llanura de Bălți

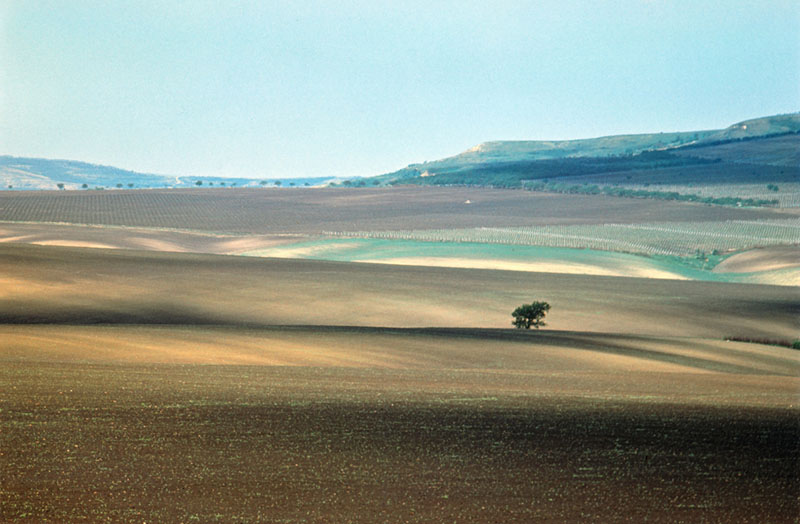
Estepa báltica.

La Llanura de Bălți (Bălți Steppe; rumano, Stepa Bălțului; también Beltsy Steppe, ruso Бельцкая степь) es una región ondulada con pocos árboles (aparte de aquellas que están cerca de los ríos Dniéster, Răut y numerosos lagos y arroyos), dominada por tierra cultivada agrícolamente, y ocasionalmente por hierbas y arbustos, en la parte septentrional de Moldavia. Está caracterizado por estaciones inestables y moderadas, veranos generalmente cálidos e invierno fríos.
La llanura de Bălți tiene una superficie total de 1.920 km², 2,7 por ciento (51 km²) de ella son bosques. La región, lo mismo que el resto de Moldavia, es una zona tradicionalmente agrícola, favorecida por diversos factores, como el chernozem (tierra negra).
La riqueza natural intocada de la región moldava septentrional pasó a ser conocida como la estepa de Bălți sólo a comienzos del último siglo. Por lo que se refiere a la zona geográfica, la estepa de Bălți es uno de los tres componentes de la llanura moldava, que a su vez es uno de los seis componentes de la meseta moldava. A pesar del nombre, la estepa de Bălți no es una llanura, sino una región moteada de colinas.
En Moldavia, la estepa de Bălți, de 1.920 km², y el valle medio del Prut, 2.930 km² a veces se mencionan juntos como la llanura moldava, sin embargo uno debería advertir que en Rumanía el último término se usa como un sinónimo de la llanura de Jijia. Antes de 1940 el término se usó para referirse a la llanura de Jijia más el valle medio del Prut más la llanura de Bălți, debido a que las tres regiones tienen un relieve idéntico y vegetación natural. Para complicar aún más las cosas, en Moldavia a veces la "estepa de Bălți" y el valle medio del Prut se juntan en un solo término, "estepa de Bălți".
Los primeros asentamientos humanos aparecieron en el territorio de la llanura de Bălți en tiempos antiguos. Las excavaciones arqueológicas testimonian que los humanos se asentaron aquí ya en la Edad de Piedra.